# Ida Matarazzo
Ida Matarazzo (São Paulo, 1 de dezembro de 1905 — Salerno, 15 de dezembro de 1983) foi um política ítalo brasileira, décima entre os treze filhos do conde Francisco Matarazzo e Filomena Sansivieri.
Foi a primeira mulher ítalo brasileira eleita deputada no parlamento italiano, em 1953.

## Vida pessoal
Foi casada com Davide Mele, um industrial, economista, fundador da sociedade Dante Alighieri e senador do Reino da Itália de 1922 a 1943. A cerimônia foi celebrada em São Paulo no dia 27 de julho de 1919, porém se separaram com anulação do casamento.
No início da década de 20, casou-se com Raffaele Marotta, empreendedor agrícola, com quem teve um filho, Achille, em 1926.

## Carreira política e pública
Em 1948 participou de uma expedição no Tibete organizada por Giuseppe Tucci, Mario Carelli, Fosco Maraini e fotógrafo Pietro Francesco Mele.
Eleita em 1953 à Câmara dos Deputados da Itália pelo Partito Nazionale Monarchico, foi a primeira mulher ítalo brasileira no parlamento italiano. Seu mandato ocorreu de 22 de julho de 1953 a 11 de junho de 1958.  
Em 1955, apresentou uma proposta de lei para reformar, em sentido de igualdade, a legislação sobre o poder parental, solicitando que seja atribuído a ambos os pais.
Foi integrante da Comissão Permanente de Obras Públicas e da Comissão Especial para o exame do projeto de lei sobre as modificações na cinematografia.
Morreu em Salerno, Itália, em 1983.